# Brendan Fehr
Brendan Jacob Joel Fehr (New Westminster, 29 de outubro de 1977) é um ator canadense.

## Primeiros anos de vida
Fehr nasceu em New Westminster, Colúmbia Britânica, sua mãe trabalhava como gerente de casas correcionais e seu pai era um fabricante de iates. Ele mudou-se para Winnipeg, Manitoba em 1990. Ele se formou em 1995 na Mennonite Brethren Collegiate Institute.

## Carreira
Inicialmente Fehr foi modelo de revista por algum tempo, até que em 1996 participou da telenovela CR6 exibida via internet. Ele finalmente tornou-se conhecido por um público maior em 1997, quando atuou na comédia Breaker High, uma seriado de televisão com 44 episódios. A partir de 1999 destacou-se na série Roswell, na qual interpretava o papel de Michael Guerin.
Em 2001 Fehr participou do vídeo Stuck in a Moment You Can't Get Out Of do grupo U2, além do vídeo Pretty Baby de Vanessa Carlton. Ele participou da minissérie Samurai Girl.
Desde 2008 ele teve um papel recorrente como o personagem Jared Booth em Bones. Em 2011, participou do filme X-Men: First Class.

## Vida pessoal
Fehr agora vive em Los Angeles, Califórnia com sua esposa, Jennifer Rowley. O casal tem duas filhas.

## Filmografia
| Filmes | Filmes                          | Filmes                  | Filmes    |
| Ano    | Título                          | Papel                   | Notas     |
| ------ | ------------------------------- | ----------------------- | --------- |
| 1998   | Hand                            | Hart                    |           |
| 1998   | Disturbing Behavior             | Brendan - Motor Jock    |           |
| 1998   | Every Mother's Worst Fear       | Alan                    | Telefilme |
| 1998   | Perfect Little Angels           | Mitch Furress           | Telefilme |
| 1999   | Our Guys: Outrage at Glen Ridge | Barry Bennett           | Telefilme |
| 1999   | Christina's House               | Eddy Duncan             |           |
| 2000   | Final Destination               | George Waggner          |           |
| 2001   | Kill Me Later                   | Billy                   |           |
| 2001   | The Forsaken                    | Nick                    |           |
| 2002   | Long Shot                       | Danny                   |           |
| 2002   | Edge of Madness                 | Simon Herron            |           |
| 2003   | Biker Boyz                      | Stuntman                |           |
| 2003   | Nemesis Game                    | Dennis Reveni           |           |
| 2004   | Sugar                           | Butch                   |           |
| 2004   | Childstar                       | Chip Metzger            |           |
| 2005   | The Long Weekend                | Ed Waxman               |           |
| 2006   | Comeback Season                 | Paul                    |           |
| 2007   | The Fifth Patient               | Vince Callow            |           |
| 2008   | The Other Side of the Tracks    | Josh                    |           |
| 2010   | The Cutting Edge: Fire & Ice    | James McKinsey          | Telefilme |
| 2010   | Ice Quake                       | Michael Webster         | Telefilme |
| 2010   | Fort McCoy                      | Sgt. Dominic Rossi      |           |
| 2011   | And Baby Will Fall              | David Rose              | Telefilme |
| 2011   | X-Men: First Class              | Diretor de comunicações |           |
| 2011   | A Christmas Kiss                | Adam Hughes             | Telefilme |
| 2012   | Adopting Terror                 | Kevin Anderson          | Telefilme |
| 2012   | Silent Night                    | Deputy Jordan           |           |
| 2012   | Roswell FM                      | Jay Rathbone            |           |
| 2013   | 13 Eerie                        | Daniel                  |           |
| 2013   | Zarra's Law                     | Gaetano                 |           |
| 2013   | Only I...                       | Orion Smith             |           |

| Televisão | Televisão             | Televisão       | Televisão                         |
| Ano       | Título                | Papel           | Notas                             |
| --------- | --------------------- | --------------- | --------------------------------- |
| 1997      | Breaker High          | Price Montague  | Ep: "Tamara Has Two Faces"        |
| 1998      | Night Man             | Eric            | Ep: "It Came from Out of the Sky" |
| 1998      | Millennium            | Kevin Galbraith | Ep: "The Pest House"              |
| 1999      | Millennium            | Nick Carfagna   | Ep: "Collateral Damage"           |
| 1999      | The New Addams Family | Sam Sedgwick    | Ep: "Wednesday's Crush"           |
| 1999      | Roswell               | Michael Guerin  | 61 episódios (1999-2002)          |
| 2005      | CSI: Miami            | Dan Cooper      | 35 episódios (2005-2008)          |
| 2008      | Samurai Girl          | Jake Stanton    | Minissérie                        |
| 2008      | Bones                 | Jared Booth     | 5 episódios (2008-2010)           |
| 2010      | CSI: NY               | Al Branson      | Ep: "Tales from the Undercard"    |
| 2011      | Nikita                | Steven          | 2 episódios (2011-2012)           |